# Thyroscyphidae
Thyroscyphidae är en familj av nässeldjur. Thyroscyphidae ingår i ordningen Leptothecata, klassen hydrozoer, fylumet nässeldjur och riket djur. Enligt Catalogue of Life omfattar familjen Thyroscyphidae 18 arter. 
Kladogram enligt Catalogue of Life:
| Thyroscyphidae | \| \| Cnidoscyphus \| \| \| \| \| \| Parascyphus \| \| \| \| \| \| Symmetroscyphus \| \| \| \| \| \| Thyroscyphoides \| \| \| \| \| \| Thyroscyphus \| \| \| \| \| \| Uniscyphus \| \| \| \| |
|                | \| \| Cnidoscyphus \| \| \| \| \| \| Parascyphus \| \| \| \| \| \| Symmetroscyphus \| \| \| \| \| \| Thyroscyphoides \| \| \| \| \| \| Thyroscyphus \| \| \| \| \| \| Uniscyphus \| \| \| \| |
|                | Cnidoscyphus |
|                | |
|                | Parascyphus |
|                | |
|                | Symmetroscyphus |
|                | |
|                | Thyroscyphoides |
|                | |
|                | Thyroscyphus |
|                | |
|                | Uniscyphus |
|                | |